# Geomembrana
Una geomembrana è un film di materiale sintetico utilizzato nelle discariche come barriera sia di fondo sia di copertura, per discariche controllate di rifiuti solidi urbani e rifiuti industriali. Il suo scopo è quello di impermeabilizzare il fondo della discarica dal percolato e quello di copertura superiore per impedire l'infiltrazione dell'acqua negli strati inferiori.
Possono essere definite anche "geomembrane" impermeabili tutti i film estrusi o accoppiati con anima tessile purché resi impermeabili alla fonte di produzione , realizzate in altri tipi di polimeri quali PVC (POLIVINLCLORURO) con rete interne in poliestere o PVC omogeneo(senza rete interna) e Tpo (poliolefina) a seconda degli spessori e dei trattamenti superficiali possono essere impiegati in più usi che variano dalle riserve di acqua per l'irrigazione in agricoltura ad il contenimento per acqua potabile

## Geomembrana in polietilene
Materiale: Polietilene (HDPE)

Spessore: maggiore/uguale ai 2 mm (per rifiuti pericolosi maggiore/uguale ai 2,5 mm)
Avendo un ruolo molto importante, la geomembrana è sottoposta a controlli di conformità per determinare il rispetto dei requisiti minimi di qualità. Attraverso prelievi in cantiere si verificano le seguenti caratteristiche:
- composizione
- spessore nominale
- resistenza a trazione
- resistenza alla lacerazione
- stabilità dimensionale
- punzonamento statico

Oltre a queste verifiche, si andrà a controllare la tenuta della saldatura tra membrana e membrana. Le prove da effettuare per accertare la tenuta sono:
- esame visivo
- prove di impermeabilità
- esame dimensionilizzato di nome USP
- prove di resistenza a sfogliamento